# Хмельничное (Костромская область)
Хмельничное — деревня в Макарьевском районе Костромской области. Входит в состав Нежитинского сельского поселения.

## География
Находится в юго-восточной части Костромской области на расстоянии приблизительно 54 км на юг-юго-запад по прямой от районного центра города Макарьев недалеко от правого берега Унжи.

## История
В 1872 году здесь было учтено 14 дворов, в 1907 году отмечен был 21 двор. Деревня так и не восстановилась после Великой Отечественной войны.

## Население
Постоянное население составляло 81 человек (1872 год), 92 (1897), 113 (1907), 10 в 2002 году (русские 90 %), 2 в 2022.